# Subpolární podnebí

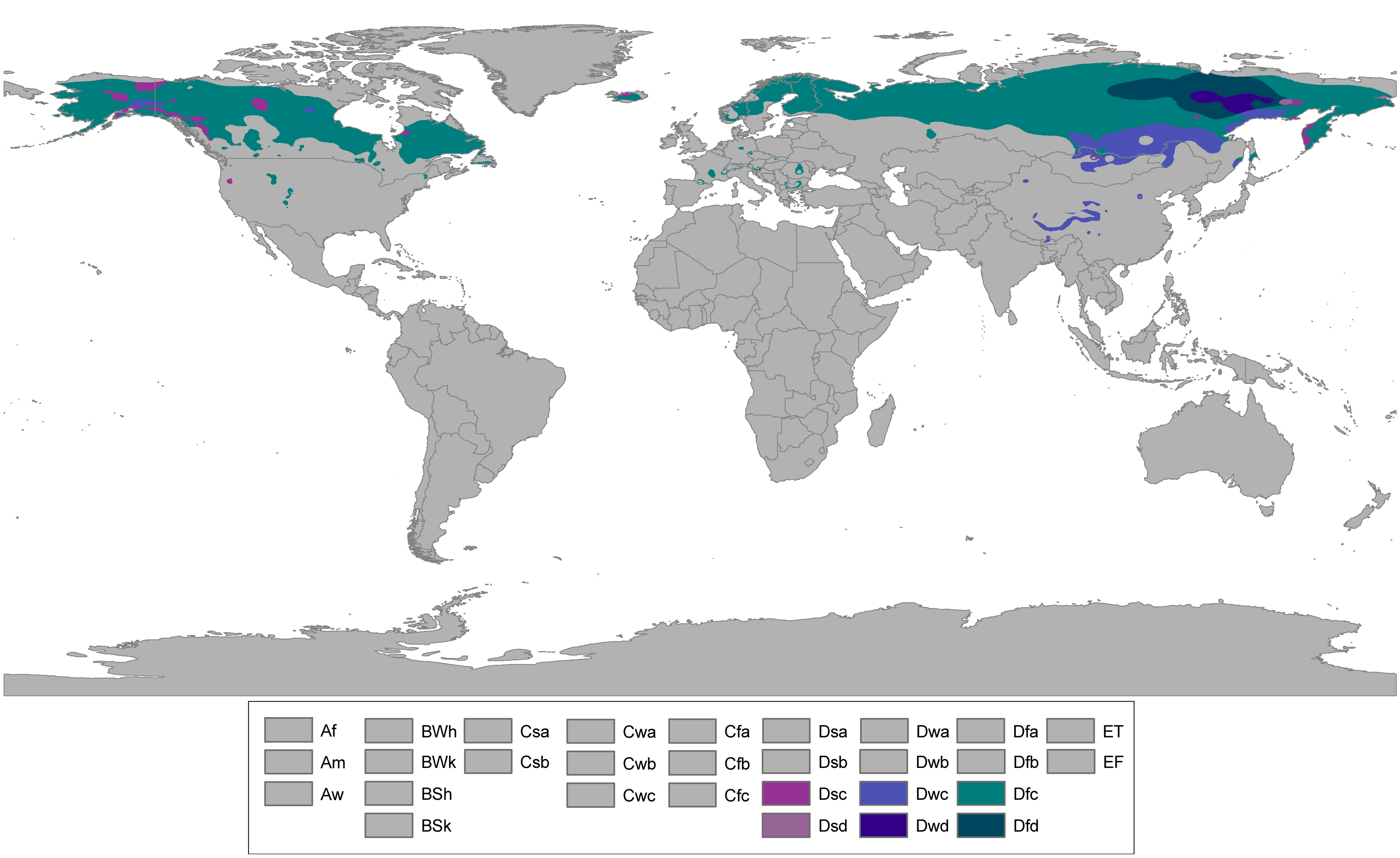
subpolární pásy

Subpolární podnebí (někdy subarktické podnebí, subpolární nebo boreální zóna) je podle Köppenovy klasifikace podnebí typ podnebí charakteristický dlouhou, obvykle velmi mrazivou zimou a krátkým chladným nebo mírným létem. Nachází se na velké části pevniny, mezi 50. až 70. stupněm severní šířky v subpolárním pásu, daleko od působení teplých oceánských proudů. Toto podnebí představuje podle Köppenovy klasifikace podnebí Dfc, Dwc, Dsc, Dfd, Dwd a Dsd.
Na severu leží hlavně na území Kanady, Skandinávie a Ruska, kde tvoří rozhraní lesotundry a tajgy. Na jihu ale více než z 90 % zabírá území Tichého, Indického a Atlantského oceánu. A na zbytku plochy leží na části Severní Ameriky a na několika souostrovích u Austrálie. Subpolární pás také lemuje obě polární oblasti v pruzích širokých kolem 1 000 km. Tyto oblasti jsou zóny, ve kterých se mísí vlastnosti mírného s polárním pásem. Lze jej také klasifikovat ve velmi malých oblastech, ve vysokých nadmořských výškách ve Středomoří, v Íránu, Tádžikistánu, Turecku, v severozápadní části USA (východní Washington, východní Oregon, a Idaho), kde je označováno jako Dsc se suchým teplým klimatem.

## Charakteristika
Tento typ podnebí nabízí některé z nejextrémnějších sezónních teplotních variací na planetě: v zimě mohou teploty klesnout až na -40 °C a v létě se může vyšplhat až na 30 °C. Má ovšem dlouhé a velmi studené zimy a většinou nepříliš teplá krátká léta. Léto (období s průměrnou měsíční teplotou minimálně 10 °C) trvá jeden až maximálně tři měsíce a zima (období s průměrnou měsíční teplotou pod 0 °C) trvá pět až sedm měsíců. Průměrná roční teplota je nižší než 0 °C a proto je zde trvale zmrzlá půda (permafrost), roztává jen vrchní vrstva půdy, a to do maximální hloubky 0,6 m až 4,2 m (záleží na typu půdy a zeměpisné šířce). Dnů bez mrazů je 45 až 100 a mrznout může kdykoliv v roce. Avšak minimálně jeden měsíc musí mít průměrnou denní teplotu 10 °C, aby se mohlo hovořit o subpolárním podnebí.
Srážek za rok moc nenapadá, za rok jen do 380 mm, ale v horských typech subpolárního podnebí je to mnohem více, třeba na Mount Washington napadá přes 2 500 mm srážek ročně a v kanadské oblasti Labrador může být až 1,5 metru vysoká sněhová pokrývka (všechno roztaje až v červnu), přestože tam nejsou žádné hory, v tomto případě tolik sněhu přináší Islandská tlaková níže, která má v severním Atlantiku silný vliv. Ve vnitrozemí padá nejvíce srážek v létě a na pobřeží spíše na podzim.
Vegetace je obecně v subarktickém pásu málo rozmanitá, protože pouze vytrvalé druhy, mohou přežít dlouhé zimy a využít krátkého léta. Jsou tam převážně jehličnaté stromy, které dokáží přežít velice nízké teploty. Tento typ lesa je také známý jako tajga. I přes nízkou rozmanitost, patří tyto lesy mezi největší na planetě. Nachází se převážně v Rusku a v Kanadě, kde hraničí s lesotundrou. Lesotundra je krajina, kde jsou smíšené lesy (borovice, modřín, bříza) a přecházejí v křovinatou tundru (např. keříkové vrby a břízy…) a nakonec v tundru bylinnou (vlochyně, borůvky…), mechovou a lišejníkovou.

## Typy

### Dsc
Varianta se suchým létem a vlhčí zimou. Jinak je velmi podobné Dfc.

### Dsd
Suché léto a vlhká zima. Oproti Dsc je chladnější. Jinak je velmi podobné Dfc.

### Dwc
Suchá zima a vlhké léto. Drtivá většina srážek spadne v létě při bouřkách. Například v Irkutsku jsou nejvyšší letní teploty okolo 30 °C a největší mrazy dosahují až −35 °C.

### Dwd
Také suchá zima a deštivé léto. Ale je oproti Dwc studenější. Patří k vůbec nejstudenějšímu typu subpolárního podnebí. V létě je neustále zataženo a prší přibližně polovinu dní v měsíci, zatímco v zimě je většinou jasné počasí. Nejstudenějším místem tohoto podnebí je světově známý Ojmjakon, známý se svoji průměrnou lednovou teplotou −46,4 °C (průměrná teplota v červenci je 14,9 °C a největší letní horka dosahují 30 °C a i v červenci nejsou neobvyklé ranní slabé mrazy do −5 °C) jako nejstudenější místo mimo Antarktidu. Největší mrazy tam jsou pravidelně pod −50 °C a největší mráz tam byl −89,9 °C.

### Dfc
Nejrozšířenější typ. Nemá výrazná suchá období. Nejvíce srážek spadne v létě, ale ani zimy nejsou úplně suché. V létě většina srážek spadne při dešti a bouřky jsou spíše vzácné. Nejvyšší letní teploty nejčastěji dosahují 20 °C až 30 °C a nejsilnější mrazy jsou zhruba od −20 °C v nejmírnějších oblastech až po −50 °C v nejstudenějších místech.

### Dfd
Podobné jako Dfc, ale studenější. Nejvíce srážek naprší v létě při bouřkách nebo slabém dešti. Například podnebí v Jakutsku: léto je oproti zbytku roku až neuvěřitelně teplé (průměrná teplota nejteplejšího měsíce 19 °C), tak po skončení léta začíná extrémní teplotní propad až na průměrnou měsíční teplotu −39 °C v prosinci. V létě nejvyšší teploty lehce přesahují 30 °C, zatímco v zimě klesají k −50 °C.

## Galerie

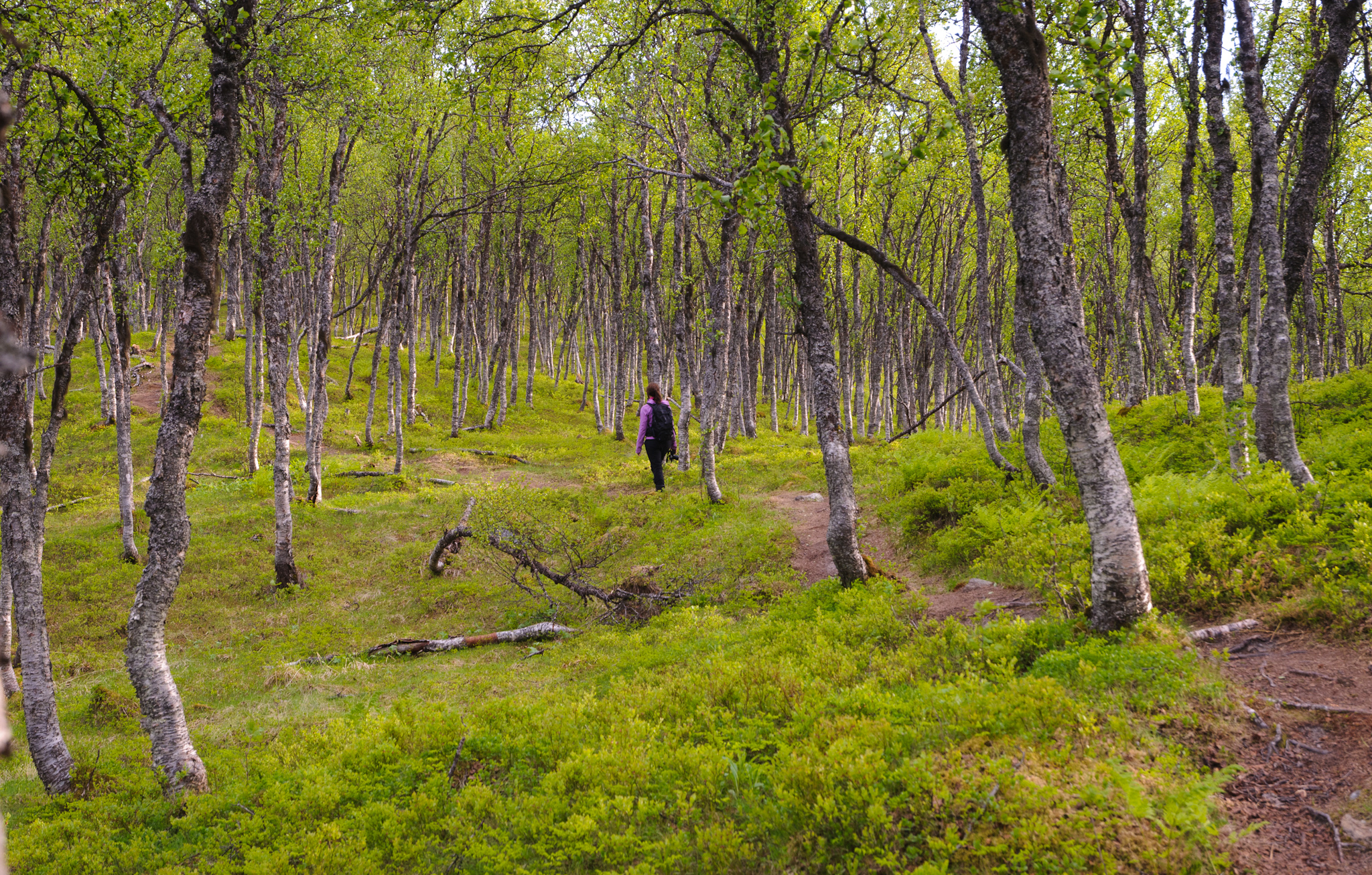
Souvislé lesy vytváří jen bříza, ostatní listnáče nabývají jen zakrslých forem
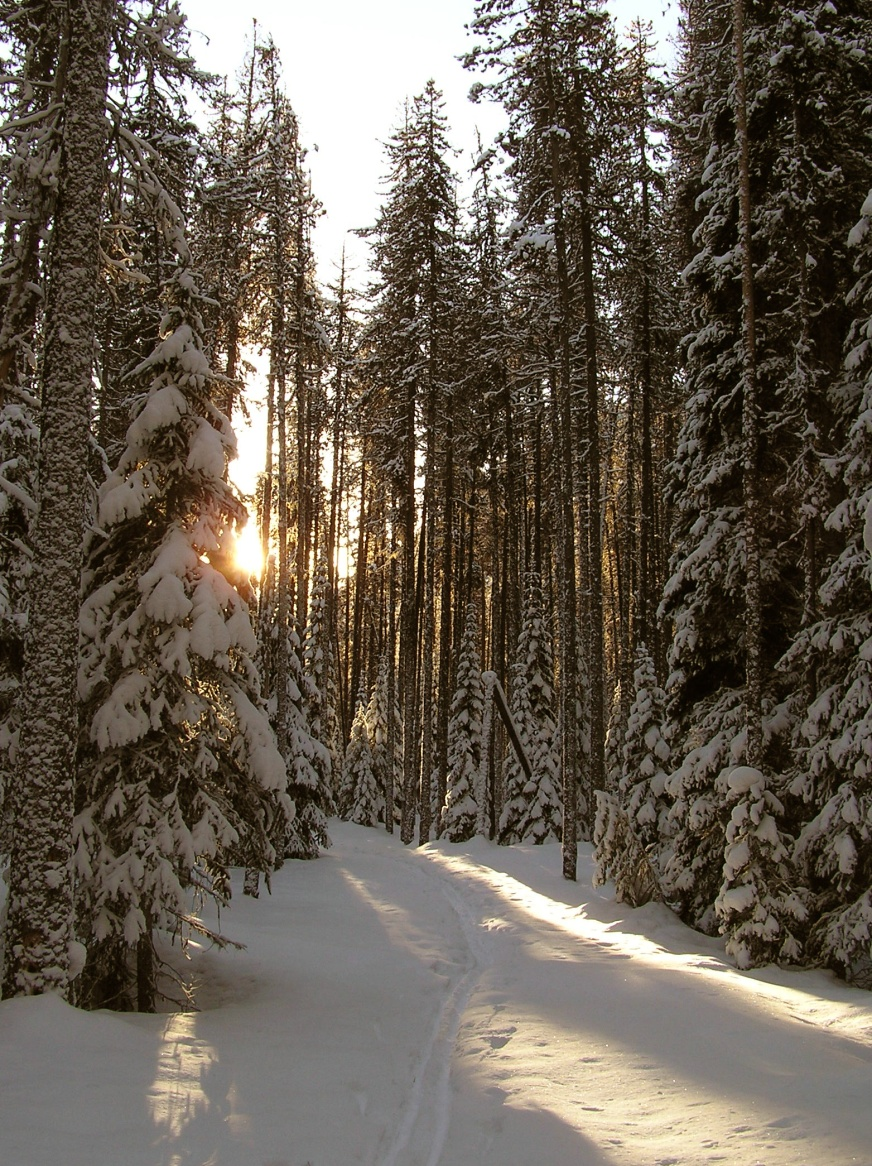
Zimní tajga
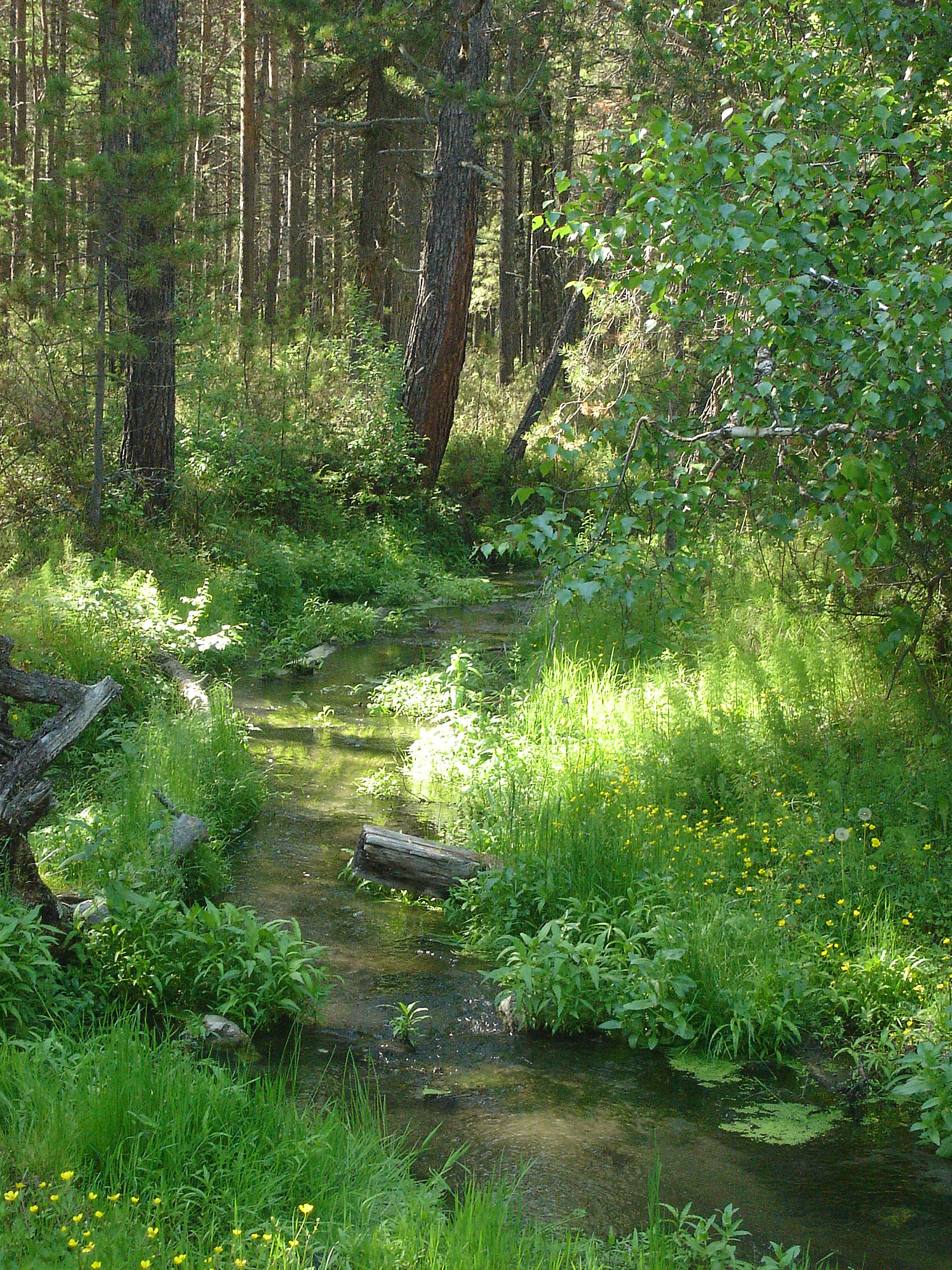
Tajga v létě
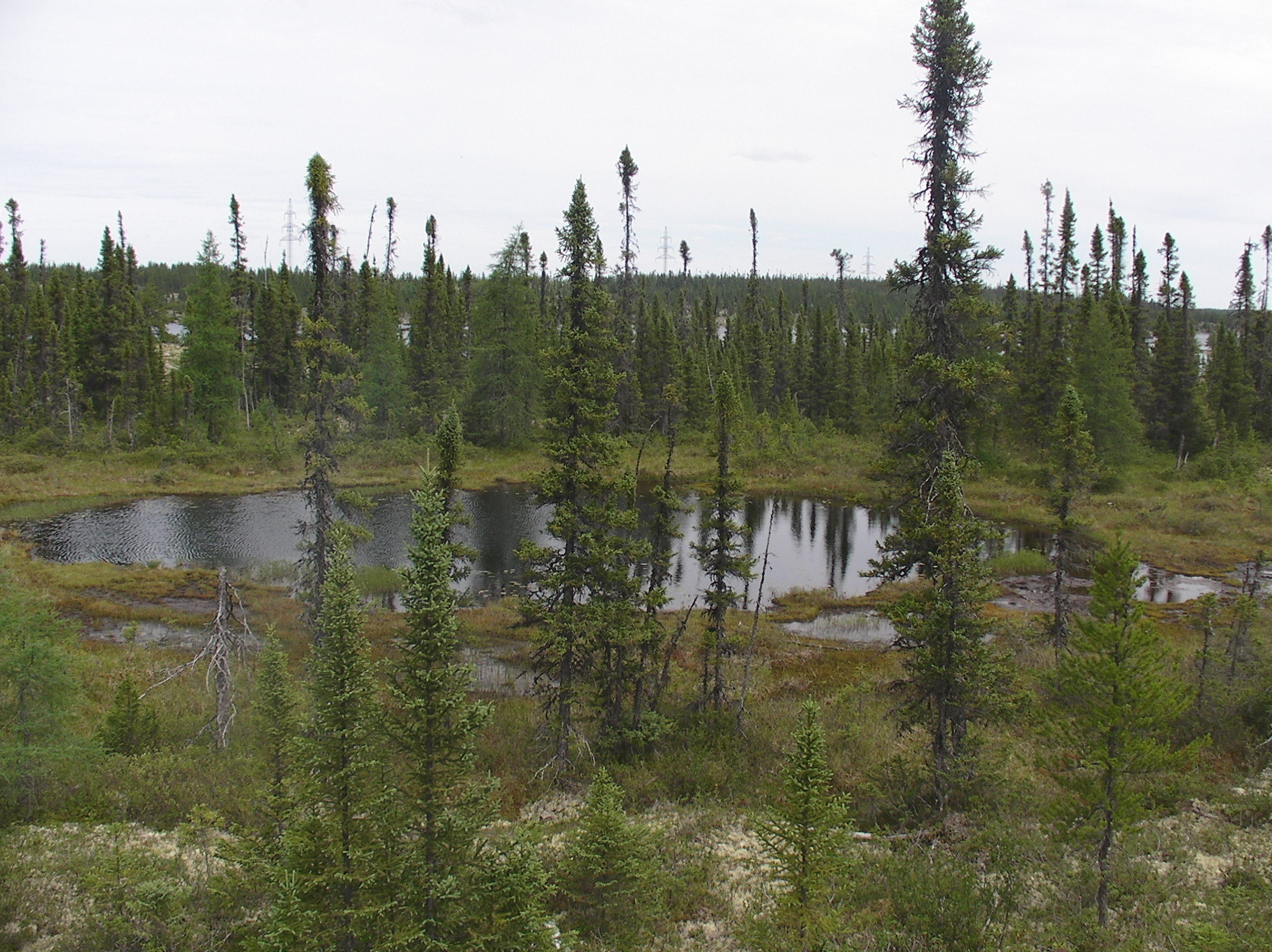
Letní tajga
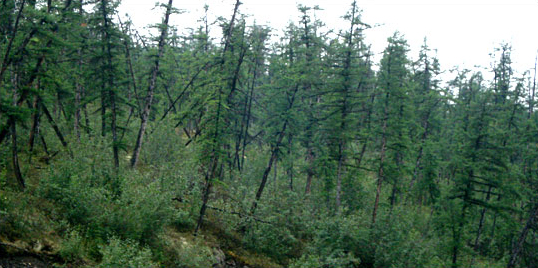
Daleko na severu jsou stromy kvůli permafrostu křivé, tzv. opilý les
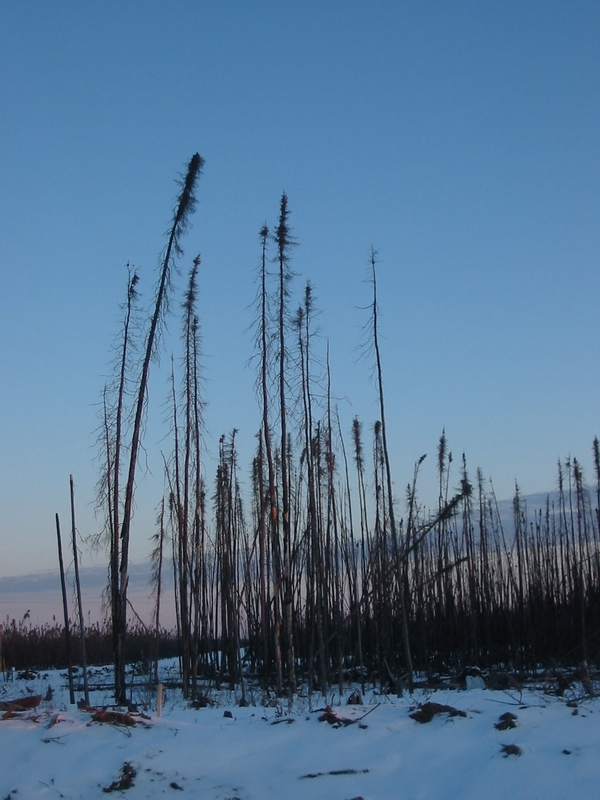
Směrem k pólům se kmeny stromů ztenčují